# Скрытохвосты
Скрытохвосты, или настоящие тинаму, или тинаму-криптуреллусы (лат. Crypturellus) — род птиц семейства тинаму. Содержит 21 вид.
Crypturellus образовано от греческих слов κρυπτός (Kruptos) «скрытый», οὐρά (Oura), «хвост», и -ellus, латинским уменьшительным суффиксом. Название рода Crypturellus означает «маленький скрытый хвост».
Птицы, как правило, длиной 20—32,5 см. Самки обычно крупнее и тяжелее, чем самцы. Естественной средой обитания этих птиц являются тропические леса, тропические и субтропические саванны. Они питаются плодами, семенами и насекомыми. Они не много двигаются.

## Виды
В состав рода включают 21 вид:
- Crypturellus berlepschi (Rothschild, 1897) — Скрытохвост Берлепша
- Crypturellus cinereus (Gmelin, 1789) — Серый скрытохвост
- Crypturellus soui — Малый скрытохвост
- Crypturellus ptaritepui — Венесуэльский скрытохвост
- Crypturellus obsoletus — Каштановый скрытохвост
- Crypturellus undulatus — Волнистый скрытохвост
- Crypturellus transfasciatus — Тусклый скрытохвост
- Crypturellus strigulosus — Красногорлый скрытохвост
- Crypturellus duidae — Сероногий скрытохвост
- Crypturellus erythropus
- Crypturellus noctivagus — Желтоногий скрытохвост
- Crypturellus atrocapillus — Черношапочный скрытохвост
- Crypturellus cinnamomeus — Кустарниковый скрытохвост
- Crypturellus boucardi — Серогорлый скрытохвост
- Crypturellus kerriae — Скрытохвост-чоко
- Crypturellus variegatus — Красногрудый скрытохвост
- Crypturellus brevirostris — Рыжий скрытохвост
- Crypturellus bartletti — Бартлеттов скрытохвост
- Crypturellus parvirostris — Короткоклювый скрытохвост
- Crypturellus casiquiare — Полосатый скрытохвост
- Crypturellus tataupa — Татаупа